# Catégorie O
Dans la théorie des représentations des algèbres de Lie semi-simples, la catégorie O (ou catégorie {\displaystyle {\mathcal {O}}}) est une catégorie dont les objets sont certaines représentations d'une algèbre de Lie semi-simple et les morphismes sont les morphismes de représentations.
Comme elle contient les modules de plus haut poids (et en particulier les représentations de dimension finie) et les modules de Verma, elle est appropriée pour le calcul des caractères des modules de plus haut poids irréductibles et le lien avec les conjectures de Kazhdan-Lusztig.

## Notations
Soit {\displaystyle {\mathfrak {g}}} une algèbre de Lie semi-simple (généralement complexe) dans laquelle on choisit une sous-algèbre de Cartan {\displaystyle {\mathfrak {h}}}. On note {\displaystyle \Phi } le système de racines associé et on fixe un système de racines positives {\displaystyle \Phi ^{+}}. On note {\displaystyle {\mathfrak {g}}_{\alpha }} l'espace radiciel correspondant à une racine {\displaystyle \alpha \in \Phi } et {\displaystyle {\mathfrak {n}}=\bigoplus _{\alpha \in \Phi ^{+}}{\mathfrak {g}}_{\alpha }} la sous-algèbre nilpotente (en) maximale correspondante.
Pour un {\displaystyle {\mathfrak {g}}} -module {\displaystyle M} et {\displaystyle \lambda \in {\mathfrak {h}}^{*}}, on note {\displaystyle M_{\lambda }} l'espace de poids
{\displaystyle M_{\lambda }=\{v\in M:\forall h\in {\mathfrak {h}}\,\,h\cdot v=\lambda (h)v\}.}

## Définition de la catégorie O
Les objets de catégorie {\displaystyle {\mathcal {O}}} sont les {\displaystyle {\mathfrak {g}}}-modules {\displaystyle M} tels que
1. {\displaystyle M} est de type fini ;
2. {\displaystyle M=\bigoplus _{\lambda \in {\mathfrak {h}}^{*}}M_{\lambda }} ;
3. {\displaystyle M} est localement {\displaystyle {\mathfrak {n}}}-fini, c'est-à-dire que pour tout {\displaystyle v\in M}, le {\displaystyle {\mathfrak {n}}}-module engendré par {\displaystyle v} est de dimension finie.

Les morphismes de cette catégorie sont les morphismes de représentations entre ces {\displaystyle {\mathfrak {g}}}-modules.

## Premières propriétés
- Tout module d'une catégorie O est la somme directe de ses espaces de poids, qui sont de dimension finie.
- Tout module de la catégorie O est noethérien (en).
- La catégorie O est une catégorie abélienne
- La catégorie O a suffisamment de projectifs et d'injectifs (en) ; en exploitant cette propriété, (Bernstein, Gelfand et Gelfand 1975) construisent une résolution projective (en) qui est une sorte de catégorification avant l'heure de la formule des caractères de Weyl.
- La catégorie O est stable par passage aux sous-modules, aux quotients et aux sommes directes finies.
- La catégorie O est munie d'un foncteur de dualité – involutif – qui fixe les objets irréductibles.
- Les objets de O sont {\displaystyle Z({\mathfrak {g}})}-finis, c'est-à-dire que pour un objet {\displaystyle M} et un vecteur {\displaystyle v\in M}, le sous-espace {\displaystyle Z({\mathfrak {g}})v\subseteq M} engendré par {\displaystyle v} sous l'action du centre de l'algèbre universelle enveloppante est de dimension finie.

## Exemples
- Les {\displaystyle {\mathfrak {g}}}-modules de dimension finie et leurs {\displaystyle {\mathfrak {g}}}-morphismes sont dans la catégorie O.
- Les modules de Verma (en) et les modules de Verma généralisés (en) munis de leurs {\displaystyle {\mathfrak {g}}}-morphismes sont dans la catégorie O.